# 東京教育大学の人物一覧
東京教育大学の人物一覧（とうきょうきょういくだいがくのじんぶついちらん）は、東京教育大学に関係する人物の一覧記事。
ここでは、前身校である東京高等師範学校、東京文理科大学、東京農業教育専門学校、東京体育専門学校に関係する人物の一覧を含む。
後継校である筑波大学に関係する人物については、筑波大学の人物一覧に記載。

## 関係者
- 有賀喜左衛門 - 社会学、東京教育大学教授、日本女子大学学長
- 家永三郎 - 歴史学者、東京教育大学名誉教授、ギネスに「最も長い民事訴訟」として認定された家永教科書裁判の原告
- 遠藤隆吉 - 思想家、社会学者、教育者。東京高等師範学校講師、巣鴨中学校・高等学校、旧制巣鴨高等商業学校（現・千葉商科大学）創設者
- 大江志乃夫 - 歴史学者、元東京教育大学教授、廃校に伴い茨城大学に移籍
- 小川弘 - 哲学者、元東京教育大学教授、廃校後筑波大学で閑職に就く
- 可児徳 - 体育学者、東京高等師範学校教授、ドッジボールを日本に紹介[1][2]。
- 嘉納治五郎 - 柔道家、東京高等師範学校長、IOC委員、講道館創始者
- 河田喜代助 - 地質学者、元東京教育大学助教授
- 友枝高彦 - 倫理学者、東京高等師範学校教授、東京文理科大学教授。日本女子大学教授。
- 小牧治 - 倫理学者、東京教育大学名誉教授。
- 清水廣一郎 - イタリア史、元東京教育大学助教授、廃校に伴い広島大学に移籍、のち一橋大学教授
- 高野佐三郎 - 剣道家、東京高等師範学校教授
- 下村寅太郎 - 哲学者、東京教育大学名誉教授。西田幾多郎の愛弟子の一人
- 竹内外史 - 数学者、元東京教育大学助教授、ゲーデルの愛弟子、元イリノイ大学教授
- 朝永振一郎 - 物理学者、元東京教育大学学長。京大哲学科教授朝永三十郎の子息、ノーベル物理学賞受賞
- 務台理作 - 哲学者、東京文理科大学学長兼東京高等師範学校校長（東京高等師範学校卒→京大哲学科で西田幾多郎に学ぶ→台北帝大→東京文理科大学教授）
- 田中寛一 - 教育心理学者、元東京文理科大学教授。玉川大学初代学長
- 田中啓爾 - 地理学、東京文理科大学教授、立正大学教授、日本地理学会会長
- 坪井玄道 - 体育学、東京高等師範教授。フートボール部（現：筑波大学蹴球部）の初代部長。日本サッカー殿堂掲額者。
- 浜林正夫 - イギリス史、元東京教育大学教授、廃校に伴い一橋大学に移籍
- 山崎直方 - 地理学、東京高等師範教授、日本地理学会創設者
- 美濃部亮吉 - 元東京都知事、元東京教育大学教授。東大法学部元教授美濃部達吉の子息
- 弓削達 - 古代ローマ史、元東京教育大学助教授、廃校に伴い東京大学に移籍
- 和歌森太郎 - 歴史学者、民俗学者、東京教育大学名誉教授、学習漫画 日本の歴史（集英社）第１期の解説・時代考証・監修者

## 卒業生

### 学術・教育

#### 前身校
- 古市利三郎 - 教育者、和歌山県師範学校長、沖縄県師範学校長、栃木県女子師範学校長、岩手県師範学校長

- 荒勝文策 - 物理学、京都大学教授、甲南大学初代学長
- 荒木源太郎 - 物理学、京都大学名誉教授
- 青野壽郎 - 地理学、東京教育大学名誉教授、立正大学教授
- 安藤万寿男 - 地理学、愛知大学名誉教授、愛知産業大学初代学長
- 石川一成 - 歌人・中国四川省重慶市の四川外語学院初代日本語教師、元神奈川県立厚木高等学校教頭
- 鵜川昇 - 茗渓会会長、桐蔭横浜大学学長、桐蔭学園理事長、茗溪学園理事長
- 伊藤郷平 - 地理学者、元愛知教育大学長
- 梅根悟 - 和光大学元学長、東京教育大名誉教授
- 小尾乕雄 - 東京都教育委員会教育長（学校群制度を導入）文教大学元学長
- 大沢博 - 心理栄養学者、岩手大学名誉教授
- 垣田高夫 - 数学者、早稲田大学名誉教授
- 梶和三郎 - 教育者、灘中学校・高等学校第3代校長
- 梶浦善次 - 哲学者、北海道女子短期大学元学長、札幌静修短期大学元学長）
- 五島慶太 - 東條内閣閣僚（運輸通信大臣）、経済人（東京高等師範学校卒→中学教師→東京帝国大学卒→農商務省→鉄道院→東急グループ創設）
- 小西甚一 - 国文学者、元東京教育大学教授、元筑波大学副学長、文化功労者
- 小林芳規 - 国語学者、広島大学名誉教授、文化功労者、日本学士院恩賜賞
- 小玉新太郎 - 化学者、鰹節のうまみ成分がイノシン酸であることを発見
- 斎藤斐章 - 教育者、歴史学者、東京高等師範学校教授
- 酒井恒 - 動物学、元横浜国立大学学芸学部長、元日本甲殻類学会会長、神奈川文化賞
- 桜井徳太郎 - 民俗宗教学、元東京教育大学教授、元駒澤大学学長、第12回南方熊楠賞
- 桜庭信之 - 英語学者、東京教育大学名誉教授、国際短期大学名誉教授
- 佐藤泰正 - 特別支援教育学者、筑波大学名誉教授
- 眞田範衞 - 教育者、旧制灘中学校初代校長
- 清水馨八郎 - 社会地理学、千葉大学名誉教授
- 鈴木長十 - 予備校英語講師、元駿台高等予備校学長
- 高島春雄 - 動物学、東京文理科大学講師、山階鳥類研究所所員
- 高梨健吉 - 英学史学、慶應義塾大学名誉教授
- 戸田金一 - 歴史学、教育学者
- 外山滋比古 - 英文学、お茶の水女子大学名誉教授
- 内藤卯三郎 - 物理学、愛知教育大学初代学長
- 永井道明 - 体育学、東京高等師範学校・東京女子高等師範学校教授[3]
- 永沢幸七 - 心理学者、東京家政学院大学名誉教授
- 西山松之助 - 近代文化史、東京教育大学名誉教授
- 沼田眞 - 生態学、千葉大学名誉教授、千葉県立中央博物館初代館長、元日本生態学会会長、元日本自然保護協会会長、紫綬褒章
- 橋本純次 - 元神戸大学理学部長
- 橋本武 - 国語教師、国文学者、元灘中学校・高等学校教頭
- 葛原しげる - 童謡詩人、作詞家、教育者
- 福原麟太郎 - 英文学者、随筆家。元東京文理科大学教授、元日本英文学会長
- 堀内政三 - 教育者、一橋大学助教授、巣鴨中学校・高等学校第4代学校長
- 牧二郎 - 素粒子論、京都大学名誉教授、近畿大学理工学部教授、日本物理学会元会長
- 水戸部正男 - 日本史学者、元横浜国立大学長
- 本山博 - 超心理学、カリフォルニア人間科学大学院大学学長・国際宗教・超心理学会 (IARP) 会長
- 森一郎 - 「試験にでる英単語」の著者。元関西学院大学教授。
- 諸橋轍次 - 漢学者、都留文科大学初代学長、東京文理科大学名誉教授
- 矢嶋仁吉 - 地理学者、群馬大学教授、獨協埼玉中学校・高等学校初代校長
- 山口久太 - 日本体育協会元副会長、東海大学元体育学部長、八千代松陰中学校・高等学校創立者
- 横山十四男 - 歴史学者、筑波大学教授
- 吉野正敏 - 気象学者、元国際連合大学上席学術顧問、元国際地理学連合副会長、筑波大学名誉教授

#### 教育大
- 朝倉直巳 - 文教大学教育学部教授
- 浅島誠 - 発生生物学、東京大学名誉教授、元東京理科大学副学長、元日本学術会議副会長、元日本発生生物学会会長
- 阿部昭 - 歴史学者、国士舘大学文学部教授
- 天野正子 - 社会学、お茶の水女子大学名誉教授、元東京女学館大学学長、元東京家政学院大学学長、元思想の科学研究会会長
- 新井明 - 敬和学園大学学長
- 池田清彦 - 生態学、早稲田大学教授
- 諫山正 - マルクス経済学、新潟大学名誉教授、元新潟青陵大学学長、元新潟市都市計画審議会会長
- 石垣忍 - 古生物学、博物館学、岡山理科大学教授、恐竜学博物館館長
- 伊藤博 - 中古文学、大妻女子大学名誉教授
- 井上勲 - 藻類学者、筑波大学名誉教授、みどりの学術賞
- 猪郷久義 - 筑波大学名誉教授、元日本古生物学会会長
- 伊牟田經久 - 国語国文学、鹿児島大学名誉教授、志學館大学名誉教授・元学長
- 岩崎博 - 物理学、元高エネルギー物理学研究所フォトン・ファクトリー施設長、元日本放射光学会会長
- 氏家幹人 - 歴史学、国立公文書館
- 梅村坦 - 歴史学、中央大学名誉教授、元内陸アジア史学会会長
- 浦崎源次 - 特別支援教育、群馬大学教育学部教授
- 江川玟成 - 教育心理学、東京学芸大学名誉教授、十文字学園女子大学名誉教授
- 大滝則忠 - 国立国会図書館長、元東京農業大学教授
- 大槻義彦 - プラズマ物理学、火の玉の研究、早稲田大学名誉教授
- 大濱徹也 - 歴史学、筑波大学名誉教授、元北海学園大学教授
- 岡田益吉 - 発生生物学、筑波大学名誉教授、元国際高等研究所副所長、元日本発生生物学会会長
- 奥野純一 - 国文学、元皇學館大学文学部教授
- 大津由紀雄 - 認知科学、慶應義塾大学名誉教授、元日本認知科学会会長、元日本英語学会副会長
- 大橋洋一 - 英文学、東京大学名誉教授、元日本英文学会会長
- 尾崎亨 - 歴史学、静岡県立大学国際関係学部教授
- 小野有五 - 地理学、北海道大学大学院教授。専門は、地球生態学、環境地理学、景観生態学
- 影山健 - 体育学者、愛知教育大学名誉教授。
- 片岡寛 - 経営学者、一橋大学名誉教授、元諏訪東京理科大学学長、元日本商品学会会長
- 門脇厚司 - 筑波学院大学学長
- 萱原昌二 - 日本史教育、拓殖大学政経学部教授
- 河口洋一郎 - グラフィックアート、東京大学名誉教授、デジタルコンテンツ協会会長、文化功労者、紫綬褒章
- 菅野峰明 - 人文地理学、埼玉大学名誉教授
- 北原保雄 - 筑波大学元学長、日本学生支援機構元理事長
- 木村清孝 - 仏教学、東京大学名誉教授、元鶴見大学学長、東大寺華厳学研究所長、仏教伝道協会会長
- 功刀俊洋 - 日本政治史、福島大学教授
- 熊野聰 - 北欧史、名古屋大学名誉教授
- 小松久男 - 東洋史、東京大学名誉教授、元史学会理事長、元内陸アジア史学会会長、毎日出版文化賞
- 小山靖憲 - 日本史、和歌山大学名誉教授、帝塚山大学教授
- 斎藤功 - 地理学、筑波大学名誉教授、元日本地理学会会長[4]
- 坂野雄二 - 臨床心理学、元早稲田大学教授、元日本行動療法学会理事長、元日本行動医学会理事長
- 櫻井芳雄 - 心理学、京都大学名誉教授
- 佐々木俊介 - 教育学、筑波大学教授、日本赤十字看護大学教授
- 佐藤大八郎 - 数論学、東京福祉大学教授
- 佐藤春夫 - 固体地球物理学、東北大学大学院教授
- 佐藤学 - 教育学、東京大学名誉教授、元日本教育学会会長
- 庄司俊作 - 日本経済史、同志社大学教授
- 白岩善博 - 工学、筑波大学名誉教授、元マリンバイオテクノロジー学会会長
- 陣内靖彦 - 教育社会学、東京学芸大学名誉教授
- 杉山幸丸 - 霊長類学、元京都大学霊長類研究所所長、元日本霊長類学会会長
- 諏訪哲二 - 元高校教師、「プロ教師の会」代表
- 高桑守史 - 民俗学者、元山口大学助教授、大東文化大学名誉教授
- 高嶋伸欣 - 歴史学・地理学、琉球大学教授
- 高橋伸夫 - 地理学者、筑波大学名誉教授
- 髙橋正征 - 生態学、東京大学名誉教授、元日本科学協会会長、元日本サイエンスサービス代表理事
- 高橋均 - 中国文献学、東京外国語大学名誉教授
- 高橋誠 - 教育学者、(株)創造開発研究所代表、日本創造学会理事、日本教育大学院大学特任教授
- 竹添秀男- 工学、東京工業大学名誉教授、元日本液晶学会会長
- 武田一郎 - 地理学、京都教育大学名誉教授、日本地形学連合会長
- 竹前栄治 - 政治学、東京経済大学名誉教授
- 田中浩 - 政治学、一橋大学名誉教授
- 谷口維紹 - 分子免疫学者、東京大学名誉教授、米国科学アカデミー外国人会員、文化功労者、日本学士院賞
- 筒井義郎 - 経済学、大阪大学名誉教授、元日本金融学会会長
- 時実早苗 - アメリカ文学、千葉大学名誉教授
- 徳永澄憲 - 経済学者、筑波大学名誉教授、麗澤大学学長、日本地域学会会長
- 成瀬悟策 - 心理学者、九州大学名誉教授、元日本催眠医学心理学会理事長、元日本心理臨床学会理事長
- 西澤昭夫 - 経営学者、東北大学名誉教授、元日本ベンチャー学会会長、Bayh-Dole Award受賞（日本人初）
- 野中郁江 - 経営学、明治大学教授
- 尾留川正平 - 地理学、筑波大学名誉教授、元日本地理学会会長[5]
- 福井昭雄 - 洋画家、元文教大学教育学部美術専修教授
- 藤井英嘉 - 教育学、体育学者、北海道教育大学元学長、びわこ成蹊スポーツ大学教授
- 福岡義隆 - 気象学、広島大学名誉教授、元日本生気象学会編集委員長
- 福谷茂 - 哲学、京都大学名誉教授
- 富士川義之 - 英文学、東京大学名誉教授
- 分銅惇作 - 日本文学、東京教育大学教授、元実践女子大学学長
- 松倉公憲 - 地形学、筑波大学名誉教授、元日本地形学連合会長
- 松永昌三 - 歴史学、茨城大学名誉教授、岡山大学名誉教授、日本女子大学教授
- 松原達哉 - 心理学、立正大学名誉教授、元日本カウンセリング学会理事長
- 三谷孝 - 中国史、一橋大学名誉教授
- 道山弘康 - 農学、名城大学教授
- 三宅明正 - 日本労働史、千葉大学名誉教授
- 宮坂元裕 - 教育学、横浜国立大学名誉教授
- 宮崎正勝 - 歴史学者、北海道教育大学教育学部教授
- 宮田清藏 - 工学者、元東京農工大学学長、元東京工業大学特任教授、元繊維学会会長、元高分子学会副会長、フランス共和国教育功労章
- 宮台朝直 - 物理学者、道都大学短期大学部元学長
- 村山祐司 - 地理学者、筑波大学名誉教授、元日本地理学会会長
- 矢嶋仁吉 - 地理学者、群馬大学教授・学芸学部長、文部省中等教育局教科書検定主任教科書調査官、獨協大学教授、同教養部長、獨協学園理事、獨協埼玉中学校・高等学校初代校長
- 八巻和彦 - 哲学者、早稲田大学名誉教授、元早稲田中学校・高等学校長
- 山口和男 - 分子生物学者
- 山下清海 - 地理学者、筑波大学大学院教授
- 山西哲郎 - スポーツ運動学者、立正大学教授
- 横島章 - 教育心理学、宇都宮大学名誉教授
- 横山泰行 - 教育学、富山大学人間発達学部教授、「ドラえもん学」提唱者
- 和田英太郎 - 地球化学、京都大学名誉教授、日本学士院エジンバラ公賞
- 渡部清 - 書道史、横浜国立大学教授
- 吉田裕 - 日本近代史、一橋大学名誉教授、東京大空襲・戦災資料センター館長

### スポーツ

#### 柔道
- 猪熊功 - 柔道家、東京五輪金メダリスト
- 川村禎三 - 柔道家。柔道九段。筑波大学名誉教授
- 竹内善徳 - 柔道家、元国際柔道連盟元副会長、元アジア柔道連盟会長

#### 陸上競技
- 金栗四三 - マラソン選手。日本最初のオリンピック選手。
- 竹内廣三郎 - アムステルダム五輪陸上競技チーム総監督。第3回極東選手権競技大会サッカー日本代表
- 野口源三郎 - 十種競技選手。アントワープ五輪主将、東京高師・東京教育大・埼玉大名誉教授[6]
- 茂木善作 - マラソン選手、アントワープ五輪代表[7]
- 安田矩明 - ローマ五輪代表、中京大学名誉教授[8][9]
- 吉岡隆徳 - ロサンゼルス五輪代表
- 天野義裕 - 短距離走選手、1964年東京オリンピック男子1600メートルリレー走出場[10]

#### サッカー
- 中村覚之助 - ア式蹴球部の創設者。
- 内野台嶺 - 漢文学者、東京高師教授。日本サッカー殿堂掲額者
- 佐々木等 - 日本代表監督。第3回極東選手権競技大会日本代表
- 大杉謹一 - 第3回極東選手権競技大会日本代表
- 森悌次郎 - 体育学者。第5回極東選手権競技大会日本代表
- 北村春吉 - 数学者。第3回極東選手権競技大会日本代表
- 後藤基胤 - 第5回極東選手権競技大会日本代表
- 河本春男 - ユーハイム元社長
- 松永行 - ベルリン五輪日本代表
- 中垣内勝久 - 元日本代表。元京都市教育委員長
- 多和健雄 - 筑波大学教授。日本サッカー殿堂掲額者。
- 松永信夫 - 1954 FIFAワールドカップ・予選日本代表
- 福原黎三 - 元日本代表
- 村岡博人 - 1954 FIFAワールドカップ・予選日本代表、ジャーナリスト
- 小沢通宏 - メルボルン五輪日本代表、日本サッカー殿堂掲額者。
- 成田十次郎 - スポーツ学者、読売サッカークラブ元監督。第11代高知女子大学（現：高知県立大学）学長
- 今西和男 - 元日本代表、元日本サッカー協会（JFA）強化副委員長他
- 坂田信久 - 元日本テレビディレクター、元東京ヴェルディ1969社長
- 川野淳次 - 1970 FIFAワールドカップ・予選日本代表
- 松田輝幸 - 元U-20サッカー日本代表監督
- 高田静夫 - サッカー1級審判。日本サッカー殿堂掲額者
- 高田豊治 - JFA元理事
- 木之本興三 - JFA元専務理事
- 野地照樹 - 高知大学教育学部教授
- 小幡真一郎 - サッカー1級審判
- 服部康雄 - 静岡県立藤枝東高等学校元監督

#### 体操
- 遠藤幸雄 - ローマ五輪団体金メダル、東京五輪団体、個人総合金メダリスト
- 小野喬 - 東京五輪金メダリスト

#### その他
- 岡部平太 - スポーツ指導者、アメリカンフットボール
- 坂下辰夫 - ラグビー指導者
- 高野弘正 - 剣道家。中西派一刀流
- 仲川翠 - 国鉄スワローズ選手、小樽市教育委員会次長
- 村里敏彰 - 国際スキー連盟副会長
- 浜田義明 - ボート競技選手、アムステルダムオリンピック日本代表

### 政官界
- 赤嶺政賢 - 衆議院議員
- 阿南久 - 消費者庁長官・消費者団体連合会副会長
- 井野次郎 - 官選沖縄県・宮城県知事、内務官僚
- 大久保留次郎 - 第15-16代行政管理庁長官 兼 第6-7代国家公安委員長、第18代東京市長
- 岡崎助一 - 元文部省体育官、元日本体育協会副会長、東京2020オリンピック競技大会国内競技団体協議会議長
- 川合善明 - 川越市長、元東京弁護士会副会長、元筑波大学客員教授
- 橋本雅史 - 元参議院事務総長
- 板垣清一郎 - 公選第8代山形県知事
- 小野清子 - 参議院議員、元五輪体操選手
- 風岡典之 - 元宮内庁長官、元国土交通事務次官
- 小泉崇 - 元駐ブルガリア大使
- 白石弥生子 - 元東京都議会局長、元東京都保健医療公社理事長、東京マラソン財団副理事長
- 高橋俊龍 - 元東京都副知事、東京都競馬社長、元ゆりかもめ社長
- 武井群嗣 - 官選山形県・山口県知事、第3回極東選手権競技大会のサッカー日本代表
- ドミンゴ・リム・シアゾン - 第20代フィリピン外務大臣、第10代駐日フィリピン大使
- 崔圭夏 - 第10代大韓民国大統領
- 内藤誉三郎 - 第98代文部大臣、第44代文部事務次官
- 中山義活 - 衆議院議員・民主党
- 新村勝雄 - 元衆議院議員、元千葉県野田市長
- 比留間英人 - 元東京都教育委員会教育長、東京メトロ副会長、東京臨海ホールディングス社長
- 野澤久人 - 元東京都福生市長
- 野呂恭一 - 元厚生大臣
- 松澤敏夫 - 元東京都交通局長、元東京都財務局長、元東京都環境整備公社理事長
- 三土忠造 - 第71代内務大臣
- 真山勇一 - 参議院議員、元日本テレビ解説委員長、元東京都調布市議会議員
- 山中吾郎 - 衆議院議員
- 横溝良一 - 元東京都技監、元東京都建設局長、元東京スタジアム社長
- 渡辺好明 - 元農林水産事務次官、元内閣総理大臣補佐官

### 経済界
- 大森進 - UBS証券社長
- 黒川茂 - 日本ユニシス社長
- 佐藤孝 - 博報堂DYメディアパートナーズ社長
- 柴田周吉 - 三菱化成工業社長
- 高橋乗宣 - 三菱総研理事、経済アナリスト
- 細川知正 - 日本テレビ会長
- 松井忠三 - 無印良品社長

### その他
- 荒木博 - 編集者
- 池田理代子 - 漫画家
- 伊藤アキラ - 作詞家
- 岩崎悦子 - 翻訳家
- 宇野淑子 - TBSアナウンサー
- 勝又進 - 漫画家
- 加藤楸邨 - 俳人
- 菅季治 - 「徳田要請問題」証人
- 菊池寛 - 小説家
- 北村肇 - 元サンデー毎日編集長、元週刊金曜日編集長
- 木俣修 - 歌人
- 酒井くにお - 漫才師
- 塩谷靖子 - ソプラノ歌手
- 斯波重治 - 音響監督
- 高野公彦 - 歌人
- 高杉一郎 - 作家、翻訳家
- 田中泯 - 舞踊家
- 田淵行男 - 写真家
- 中村宏 - 彫刻家
- 羽鳥明 - 牧師、伝道者
- 前田嘉昭 - 日本ラグビーフットボール協会理事。元大阪府立阿倍野高等学校校長
- 光瀬龍 - SF作家
- 八牧浩行 - Record China代表取締役社長、時事通信社元常務取締役編集局長
- 山本眞輔 - 彫刻家、日本芸術院会員